# Saint-Laurent (Alto Garona)
 Saint-Laurent  es una población y comuna francesa, en la región de Mediodía-Pirineos, departamento de Alto Garona, en el distrito de Saint-Gaudens y cantón de L'Isle-en-Dodon.
También se conoce como Saint-Laurent-sur-Save.

## Demografía
| 228 | 205 | 177 | 136 | 141 | 157 |
| Para los censos de 1962 a 1999 la población legal corresponde a la población sin duplicidades (Fuente: INSEE [Consultar]) |     |     |     |     |     |